# Championnat de Tchéquie de football 2018-2019
Navigation
Édition précédente Édition suivante
La První Liga 2018-2019, nommée Fortuna liga pour des raisons de parrainage, est la 26e édition du championnat de Tchéquie de football. Elle oppose les seize meilleurs clubs de Tchéquie en une série de trente journées puis pour la première fois le championnat est scindé en trois groupes.
Lors de cette saison, le Viktoria Plzeň défend son titre face à 15 autres équipes dont 2 promus de deuxième division.

## Nouveau format
Après la saison régulière, soit la trentième journée, le championnat est scindé en trois groupes :
- La poule championnat,  y participe les six premiers de la saison régulière en emportant tous les points acquis, chaque équipe rencontre une fois les autres équipes, soit un total de cinq matchs, le premier est sacré Champion de Tchéquie.
- Les barrages européens, se disputent avec cinq équipes en format play off. Les quatre équipes placées de la 7e à la 10e place après la saison régulière sont rejointes pour la finale par le 4e de la poule championnat.
  - Au premier tour le 7e rencontre le 10e et le 8e le 9e en matchs aller et retour.
  - Au deuxième tour, les deux vainqueurs s'affrontent en match aller et retour, l'équipe qui était la mieux placée dans la saison régulière reçoit au match retour.
  - Finale, le vainqueur du deuxième tour rencontre le quatrième de la poule championnat qui joue à domicile au match retour. Le vainqueur participera aux qualifications pour la Ligue Europa 2019-2020.
- La poule relégation, les équipes placées de la 11e à la 16e place se rencontrent en un seul match, soit cinq matchs au total, en emportant les points acquis lors de la saison régulière.
  - Le dernier est relégué en deuxième division.
  - Les clubs classés 14e et 15e sont qualifiés pour les play offs avec deux équipes de deuxième division, pour deux places en première division.

## Participants
| \| Bohemians Dukla Jablonec Karviná M. Boleslav Slavia Slovácko Liberec Sparta Teplice Plzeň Příbram Opava Zlín Olomouc Ostrava \| Localisation des clubs. |
| Bohemians Dukla Jablonec Karviná M. Boleslav Slavia Slovácko Liberec Sparta Teplice Plzeň Příbram Opava Zlín Olomouc Ostrava                               |

Légende des couleurs
- Troisième tour de qualification de la Ligue des champions 2018-2019
- Phase de groupes de la Ligue Europa 2018-2019
- Troisième tour de qualification de la Ligue Europa 2018-2019
- Deuxième tour de qualification de la Ligue Europa 2018-2019
- Promu de Druhá Liga 2017-2018

| Club           | Se maintient depuis | Classement 2017-2018 | Stade             | Capacité théorique |
| -------------- | ------------------- | -------------------- | ----------------- | ------------------ |
| Viktoria Plzeň | 2005                | 1                    | Doosan Arena      | 11 722             |
| Slavia Prague  | 1993                | 2                    | Eden Aréna        | 20 800             |
| FK Jablonec    | 1994                | 3                    | Stadion Střelnice | 6 280              |
| Sigma Olomouc  | 2017                | 4                    | Stade Andrův      | 12 560             |
| Sparta Prague  | 1993                | 5                    | Generali Arena    | 19 416             |
| Slovan Liberec | 1993                | 6                    | Stadion u Nisy    | 9 900              |
| Bohemians 1905 | 2013                | 7                    | Stade Ďolíček     | 5 000              |
| Mladá Boleslav | 2004                | 8                    | Stade municipal   | 5 000              |
| FK Teplice     | 1996                | 9                    | Na Stínadlech     | 18 221             |
| Fastav Zlín    | 2015                | 10                   | Letná Stadion     | 6 375              |
| Dukla Prague   | 2011                | 11                   | Stadion Juliska   | 8 150              |
| 1. FC Slovácko | 2009                | 12                   | Stade municipal   | 8 121              |
| Baník Ostrava  | 2017                | 13                   | Stade municipal   | 15 123             |
| MFK Karviná    | 2016                | 14                   | Stade municipal   | 4 833              |
| SFC Opava      | 2018                | 1 (D2)               | Městských sadech  | 7 758              |
| 1. FK Příbram  | 2018                | 2 (D2)               | Adidas Aréna      | 9 100              |

## Classement et résultats

### Classement
Le classement est établi sur le barème de points classique (victoire à 3 points, match nul à 1, défaite à 0).
Pour départager les égalités, on tient d'abord compte des points en confrontations directes, puis de la différence de buts en confrontations directes, puis de la différence de buts générale, puis du nombre de buts marqués et enfin du nombre de point de Fair-Play.
| Rang | Équipe           | Pts | J  | G  | N  | P  | Bp | Bc | Diff |
| ---- | ---------------- | --- | -- | -- | -- | -- | -- | -- | ---- |
| 1    | Slavia Prague    | 72  | 30 | 23 | 3  | 4  | 72 | 23 | +49  |
| 2    | Viktoria Plzeň T | 68  | 30 | 21 | 5  | 4  | 47 | 27 | +20  |
| 3    | Sparta Prague    | 57  | 30 | 17 | 6  | 7  | 52 | 27 | +25  |
| 4    | FK Jablonec      | 51  | 30 | 15 | 6  | 9  | 53 | 26 | +27  |
| 5    | Baník Ostrava    | 45  | 30 | 13 | 6  | 11 | 38 | 36 | +2   |
| 6    | Slovan Liberec   | 42  | 30 | 11 | 9  | 10 | 33 | 28 | +5   |
| 7    | Mladá Boleslav   | 42  | 30 | 11 | 9  | 10 | 52 | 44 | +8   |
| 8    | Sigma Olomouc    | 40  | 30 | 12 | 4  | 14 | 37 | 43 | -6   |
| 9    | Fastav Zlín      | 39  | 30 | 12 | 3  | 15 | 32 | 40 | -8   |
| 10   | FK Teplice       | 36  | 30 | 10 | 6  | 14 | 32 | 42 | -10  |
| 11   | Bohemians 1905   | 34  | 30 | 8  | 10 | 12 | 29 | 37 | -8   |
| 12   | FC Slovácko      | 34  | 30 | 10 | 4  | 16 | 32 | 45 | -13  |
| 13   | SFC OpavaP       | 33  | 30 | 9  | 6  | 15 | 39 | 49 | -10  |
| 14   | 1. FK PříbramP   | 31  | 30 | 8  | 7  | 15 | 33 | 63 | -30  |
| 15   | MFK Karviná      | 29  | 30 | 8  | 5  | 17 | 39 | 53 | -14  |
| 16   | Dukla Prague     | 20  | 30 | 5  | 5  | 20 | 25 | 62 | -37  |

Légende
- Qualifiés pour la poule championnat
- Qualifiés pour les barrages européens
- Qualifiés pour la poule relégation

Abréviations
- T : Tenant du titre
- C : Vainqueur de la Coupe de République tchèque 2018-2019
- P : Promus de Druhá Liga 2017-2018

### Poule championnat
| Rang | Équipe           | Pts | J  | G  | N  | P  | Bp | Bc | Diff |
| ---- | ---------------- | --- | -- | -- | -- | -- | -- | -- | ---- |
| 1    | Slavia Prague C  | 83  | 35 | 26 | 5  | 4  | 79 | 26 | +53  |
| 2    | Viktoria Plzeň T | 78  | 35 | 24 | 6  | 5  | 57 | 32 | +25  |
| 3    | Sparta Prague    | 66  | 35 | 20 | 6  | 9  | 59 | 33 | +26  |
| 4    | FK Jablonec      | 57  | 35 | 17 | 6  | 12 | 58 | 32 | +26  |
| 5    | Baník Ostrava    | 47  | 35 | 13 | 8  | 14 | 39 | 43 | -4   |
| 6    | Slovan Liberec   | 46  | 35 | 12 | 10 | 13 | 34 | 32 | +2   |

|  | Qualification pour le tour de barrages de la Ligue des champions 2019-2020.               |
|  | Qualification pour le deuxième tour de qualification de la Ligue des champions 2019-2020. |
|  | Qualification pour le troisième tour de qualification de la Ligue Europa 2019-2020.       |
|  | Qualification pour le deuxième tour de qualification de la Ligue Europa 2019-2020.        |
|  | Qualification pour la finale des barrages européens.                                      |

### Barrages européens
Le vainqueur se qualifie pour le deuxième tour de qualification de la Ligue Europa 2019-2020.
|  | Quarts de finale | Quarts de finale | Quarts de finale | Quarts de finale |               |               | Demi-finales | Demi-finales | Demi-finales | Demi-finales |  |  | Finale | Finale | Finale | Finale |
|  |                  |                  |                  |                  |               |               |              |              |              |              |  |  |        |        |        |        |
|  |                  |                  |                  |                  |               |               |              |              |              |              |  |  |        |        |        |        |
|  |                  |                  |                  |                  |               |               |              |              |              |              |  |  |        |        |        |        |
|  | Fastav Zlín      | Fastav Zlín      | 1                | 2                |               |               |              |              |              |              |  |  |        |        |        |        |
|  | Fastav Zlín      | Fastav Zlín      | 1                | 2                |               |               |              |              |              |              |  |  |        |        |        |        |
|  | Sigma Olomouc    | Sigma Olomouc    | 0                | 3                |               |               |              |              |              |              |  |  |        |        |        |        |
|  | Sigma Olomouc    | Sigma Olomouc    | 0                | 3                | Fastav Zlín   | Fastav Zlín   | 3            | 0            |              |              |  |  |        |        |        |        |
|  |                  |                  |                  |                  | Fastav Zlín   | Fastav Zlín   | 3            | 0            |              |              |  |  |        |        |        |        |
|  |                  |                  | Mladá Boleslav   | Mladá Boleslav   | 1             | 3             |              |              |              |              |  |  |        |        |        |        |
|  | FK Teplice       | FK Teplice       | Mladá Boleslav   | Mladá Boleslav   | 1             | 3             | 0            | 1            |              |              |  |  |        |        |        |        |
|  | FK Teplice       | FK Teplice       |                  |                  |               |               |              | 1            |              |              |  |  |        |        |        |        |
|  | Mladá Boleslav   | Mladá Boleslav   | 8                | 1                |               |               |              |              |              |              |  |  |        |        |        |        |
|  | Mladá Boleslav   | Mladá Boleslav   | 8                | 1                | Baník Ostrava | Baník Ostrava | 0            | 0            |              |              |  |  |        |        |        |        |
|  |                  |                  |                  |                  | Baník Ostrava | Baník Ostrava | 0            | 0            |              |              |  |  |        |        |        |        |
|  |                  |                  | Mladá Boleslav   | Mladá Boleslav   | 1             | 1             |              |              |              |              |  |  |        |        |        |        |
|  |                  |                  |                  |                  | 1             | 1             |              |              |              |              |  |  |        |        |        |        |
|  |                  |                  |                  |                  |               |               |              |              |              |              |  |  |        |        |        |        |
|  |                  |                  |                  |                  |               |               |              |              |              |              |  |  |        |        |        |        |
|  |                  |                  |                  |                  |               |               |              |              |              |              |  |  |        |        |        |        |
|  |                  |                  |                  |                  |               |               |              |              |              |              |  |  |        |        |        |        |
|  |                  |                  |                  |                  |               |               |              |              |              |              |  |  |        |        |        |        |
|  |                  |                  |                  |                  |               |               |              |              |              |              |  |  |        |        |        |        |
|  |                  |                  |                  |                  |               |               |              |              |              |              |  |  |        |        |        |        |
|  |                  |                  |                  |                  |               |               |              |              |              |              |  |  |        |        |        |        |
|  |                  |                  |                  |                  |               |               |              |              |              |              |  |  |        |        |        |        |
|  |                  |                  |                  |                  |               |               |              |              |              |              |  |  |        |        |        |        |

### Poule relégation
| Rang | Équipe         | Pts | J  | G  | N  | P  | Bp | Bc | Diff |
| ---- | -------------- | --- | -- | -- | -- | -- | -- | -- | ---- |
| 11   | FC Slovácko    | 45  | 35 | 13 | 6  | 16 | 42 | 47 | -5   |
| 12   | SFC OpavaP     | 43  | 35 | 12 | 7  | 16 | 47 | 57 | -10  |
| 13   | Bohemians 1905 | 40  | 35 | 9  | 13 | 13 | 33 | 43 | -10  |
| 14   | 1. FK PříbramP | 40  | 35 | 11 | 7  | 17 | 43 | 73 | -30  |
| 15   | MFK Karviná    | 32  | 35 | 9  | 5  | 21 | 42 | 58 | -16  |
| 16   | Dukla Prague   | 22  | 35 | 5  | 7  | 23 | 30 | 72 | -42  |

|  | Qualification pour les barrages de relégation. |
|  | Relégation en deuxième division.               |

### Barrages de relégation
| Équipe 1            | Résultat | Équipe 2              | Aller | Retour |
| ------------------- | -------- | --------------------- | ----- | ------ |
| MFK Karviná (D1)    | 3 – 2    | (D2) Vysočina Jihlava | 2 – 1 | 1 – 1  |
| Zbrojovka Brno (D2) | 3 – 3E   | (D1) FK Příbram       | 3 – 3 | 0 – 0  |

## Meilleurs buteurs
| Rang | Joueur               | Club                       | Buts |
| ---- | -------------------- | -------------------------- | ---- |
| 1    | Nikolaï Komlitchenko | Mladá Boleslav             | 29   |
| 2    | Martin Doležal       | FK Jablonec                | 15   |
| 2    | Jean-David Beauguel  | Fastav Zlín Viktoria Plzeň | 15   |
| 4    | Tomáš Souček         | Slavia Prague              | 13   |
| 4    | Tomáš Wágner         | MFK Karviná                | 13   |
| 6    | Miroslav Stoch       | Slavia Prague              | 12   |
| 6    | Guélor Kanga         | Sparta Prague              | 12   |
| 8    | Jakub Hora           | FK Teplice                 | 11   |
| 8    | Benjamin Tetteh      | Sparta Prague              | 11   |